# Mármol de Verona

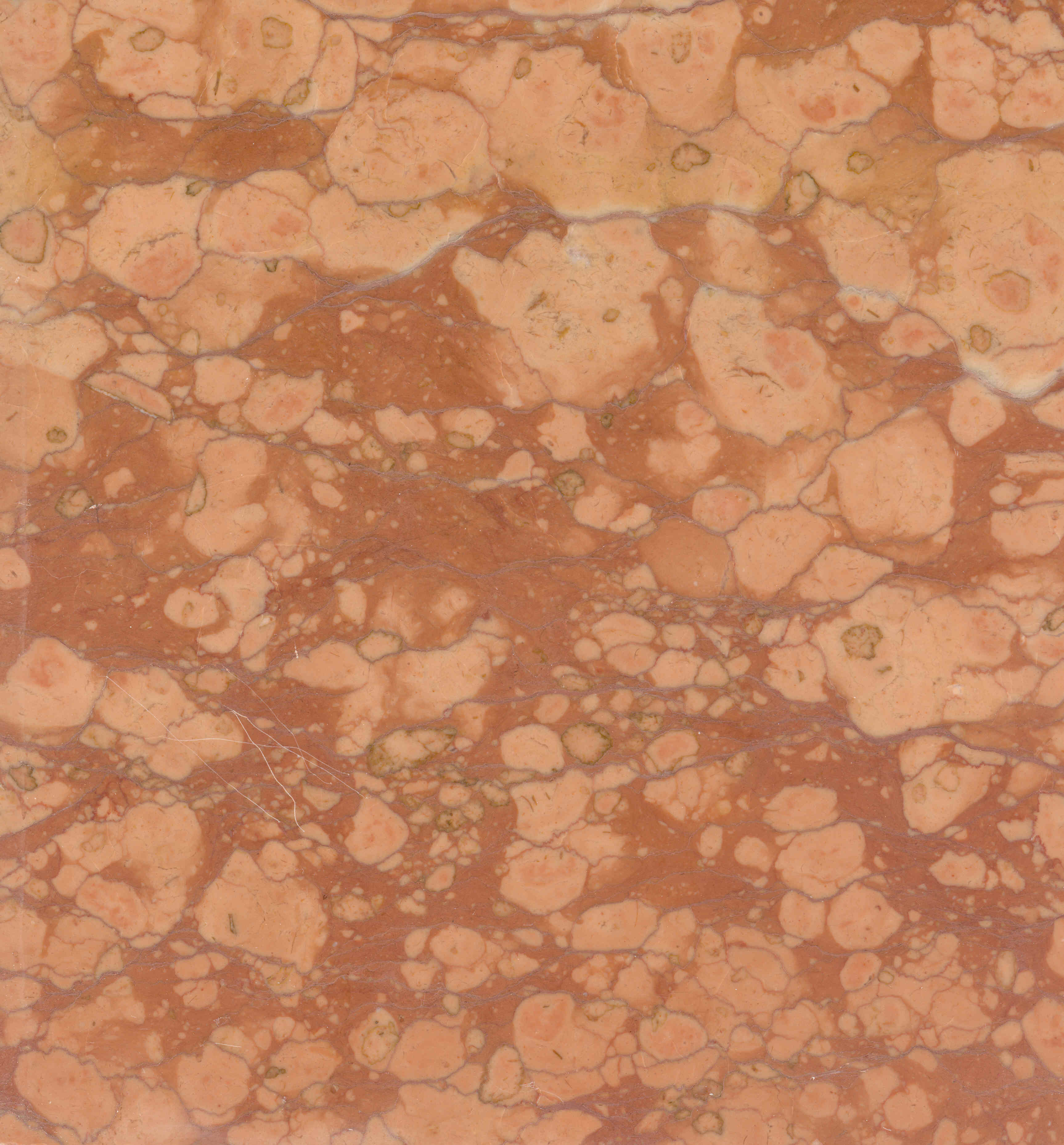
Rosso Verona

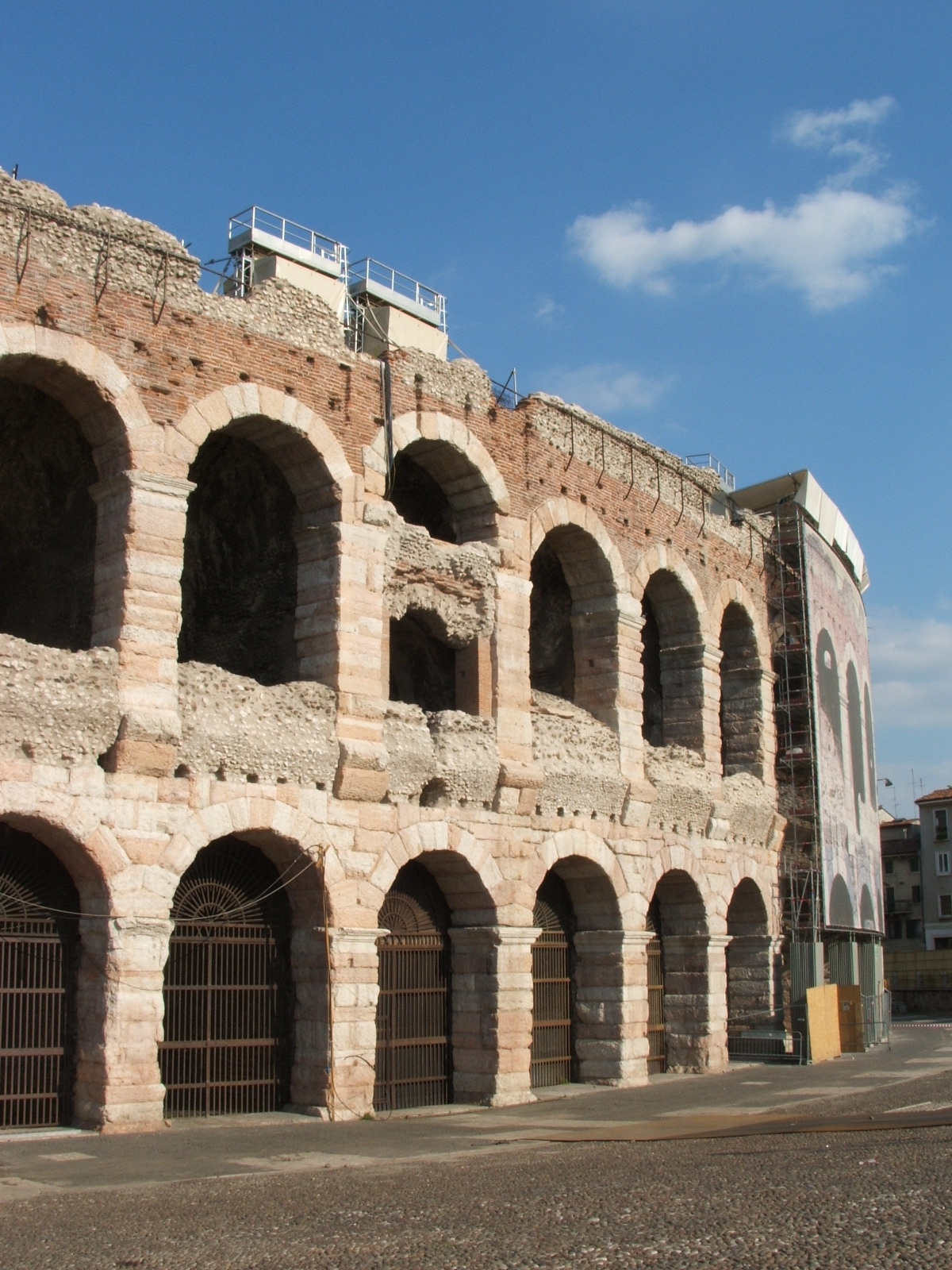
Arena de Verona

El mármol de Verona o mármol de San Ambrosio (marmo di Sant'Ambrogio), con sus variedades rosso ("rojo" -a veces identificado como "rosa"-) y giallo o giallo reale ("amarillo" o "amarillo real"), es una variedad de mármol procedente de las canteras de Lessinia, al noroeste de la ciudad italiana de Verona.
Es una roca calcárea nodular pulimentable. Contiene fósiles de ammonites y belemnites. Se presenta geológicamente en estratos de las formaciones denominadas Rosso Ammonitico Veronese o Scaglia rossa.
Ha sido utilizado en escultura y arquitectura desde el siglo II. Además de en Verona, ha sido muy utilizado en Venecia (San Marco, Santa Maria della Salute, San Salvatore) y otras ciudades del norte de Italia (Bérgamo -Capella Colleoni-, Parma -baptisterio-, Cremona -catedral y baptisterio-, Bolonia -San Petronio-), así como en Austria (Palais Epstein y Haas-Haus en Viena) y Alemania (las catedrales católica y protestante de Berlín).

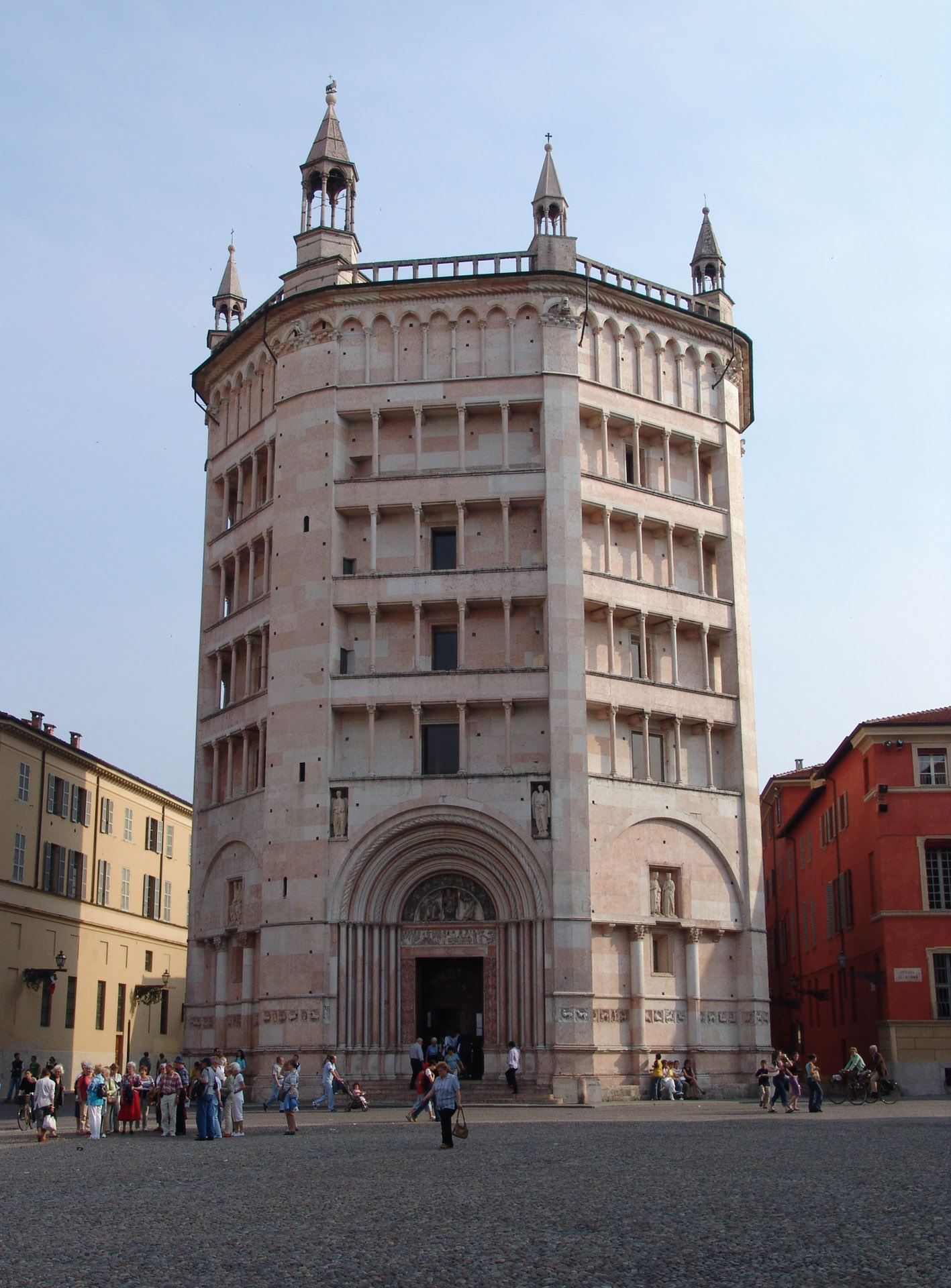
Baptisterio de Parma
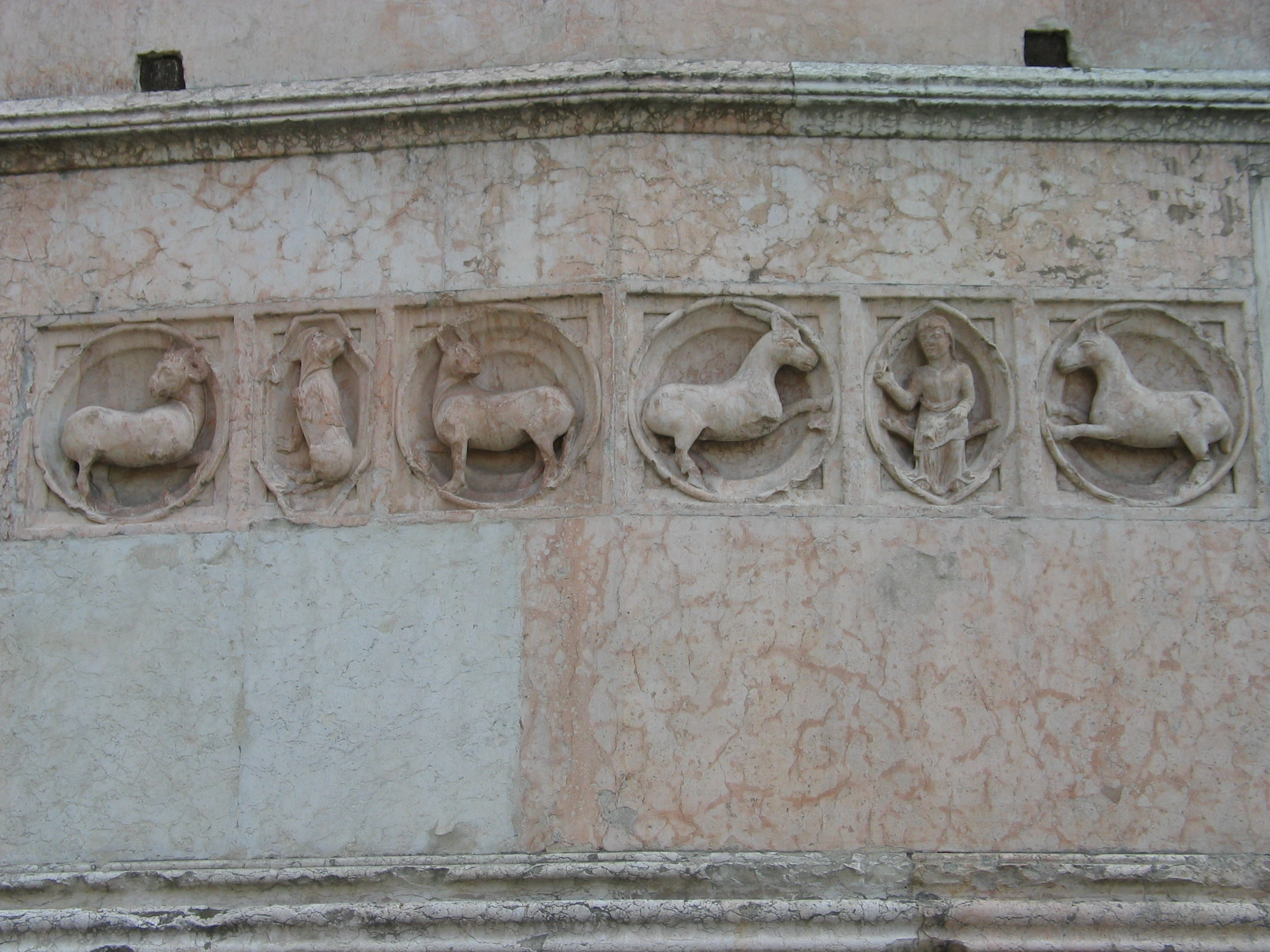
Detalle del baptisterio de Parma
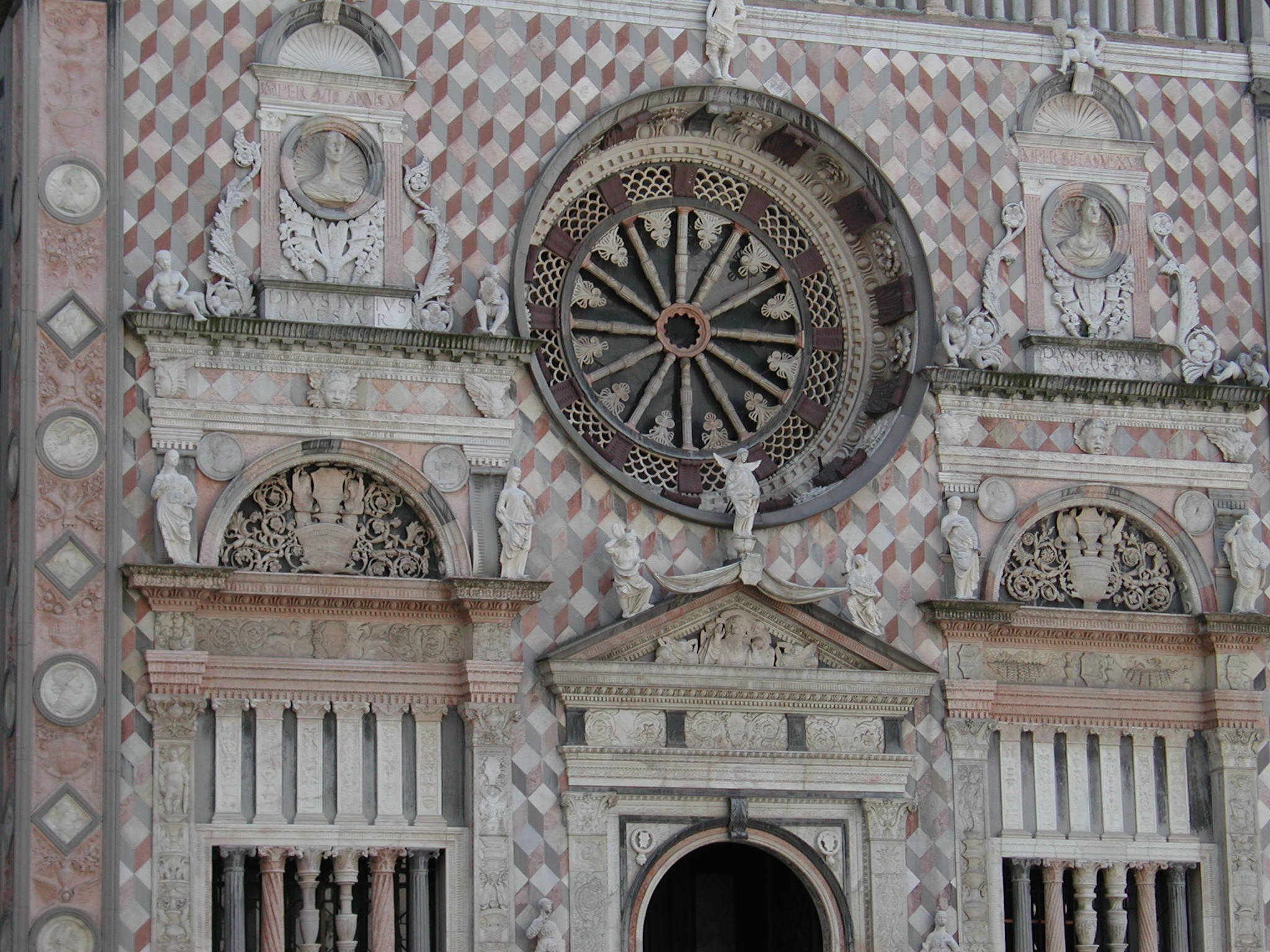
Detalle de la fachada de la Capilla Colleoni, Bérgamo
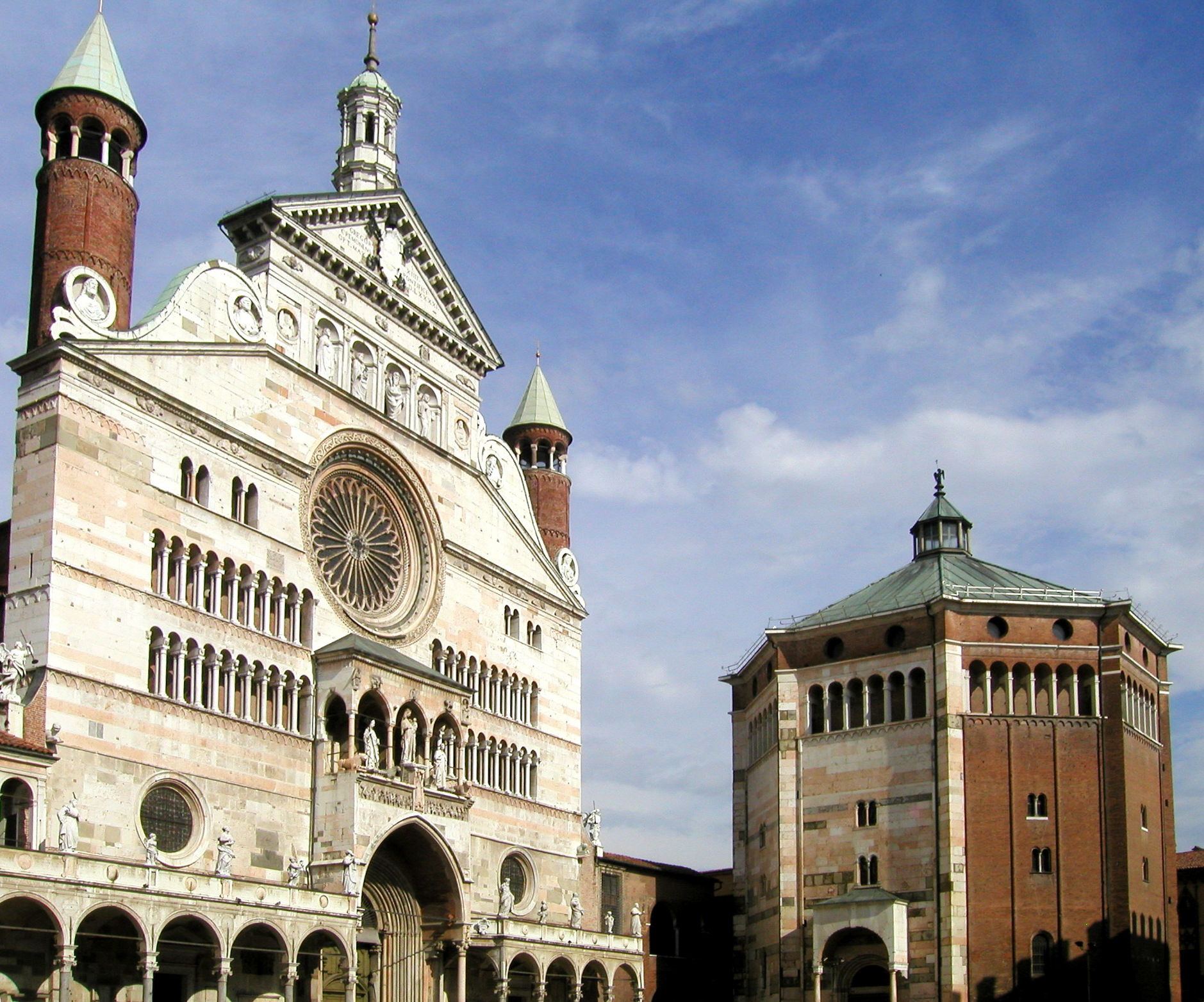
Baptisterio  y catedral de Cremona

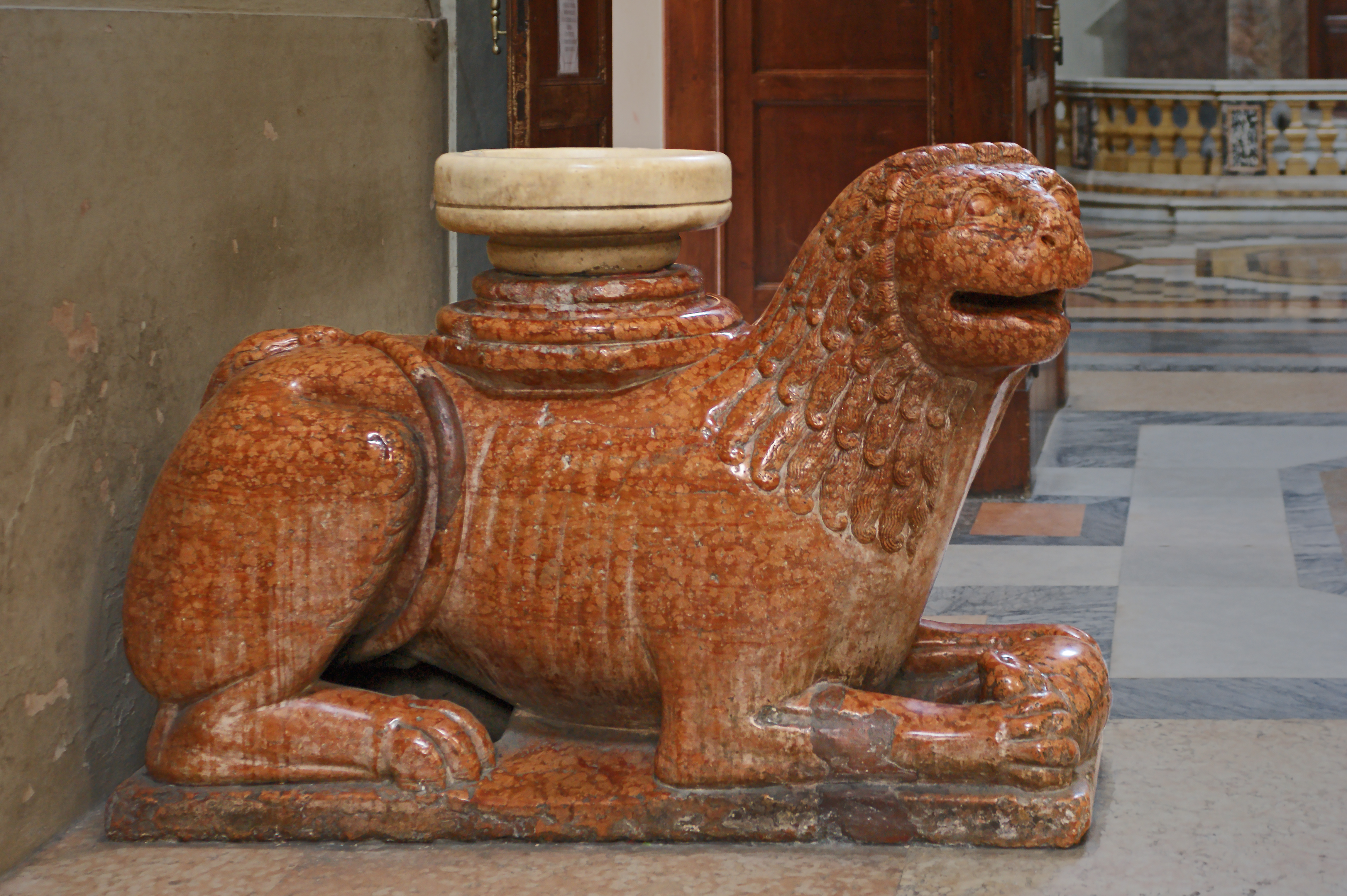
León estilóforo en la catedral de Bolonia
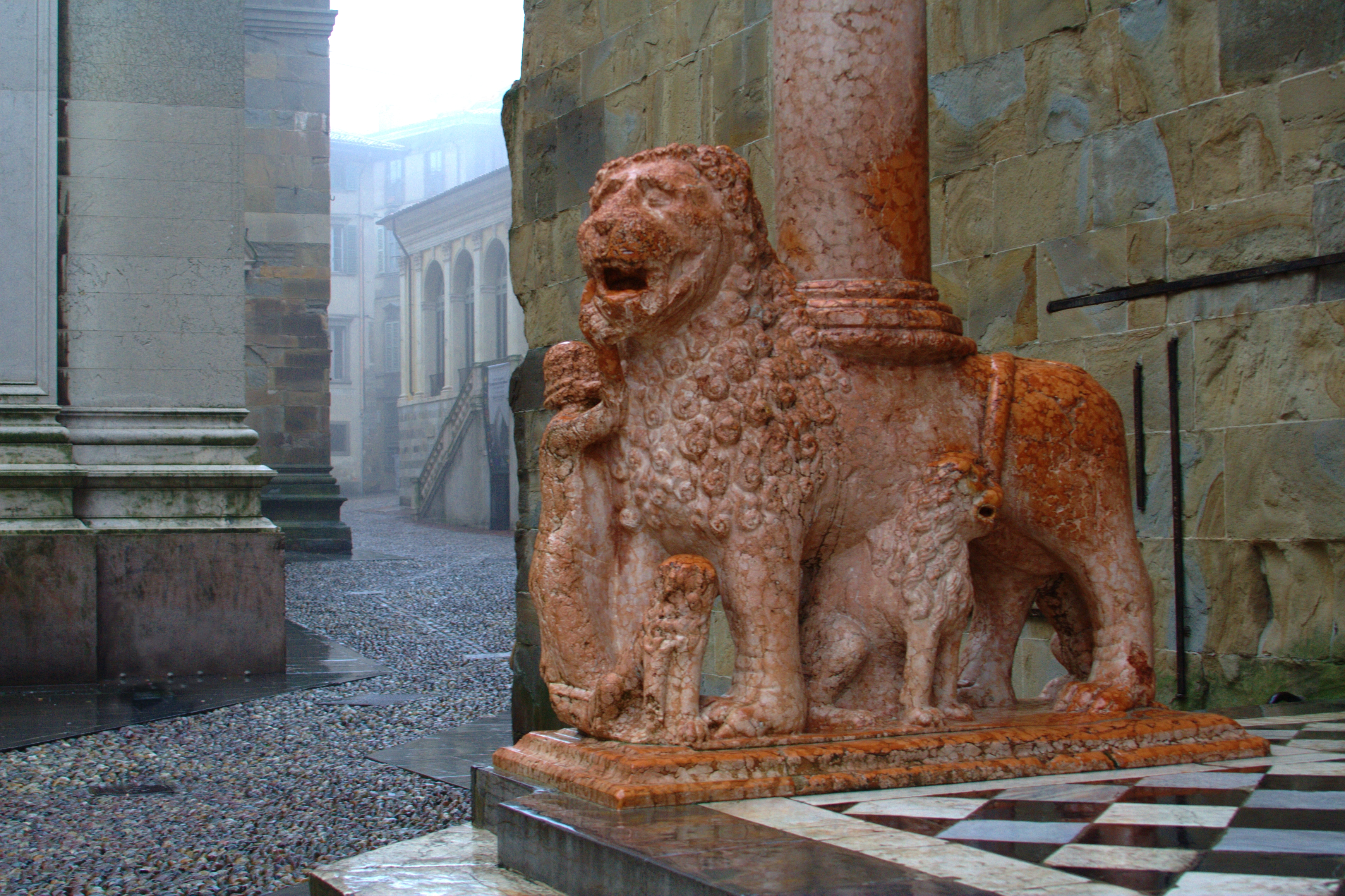
León estiloforo en la catedrale de Bérgamo
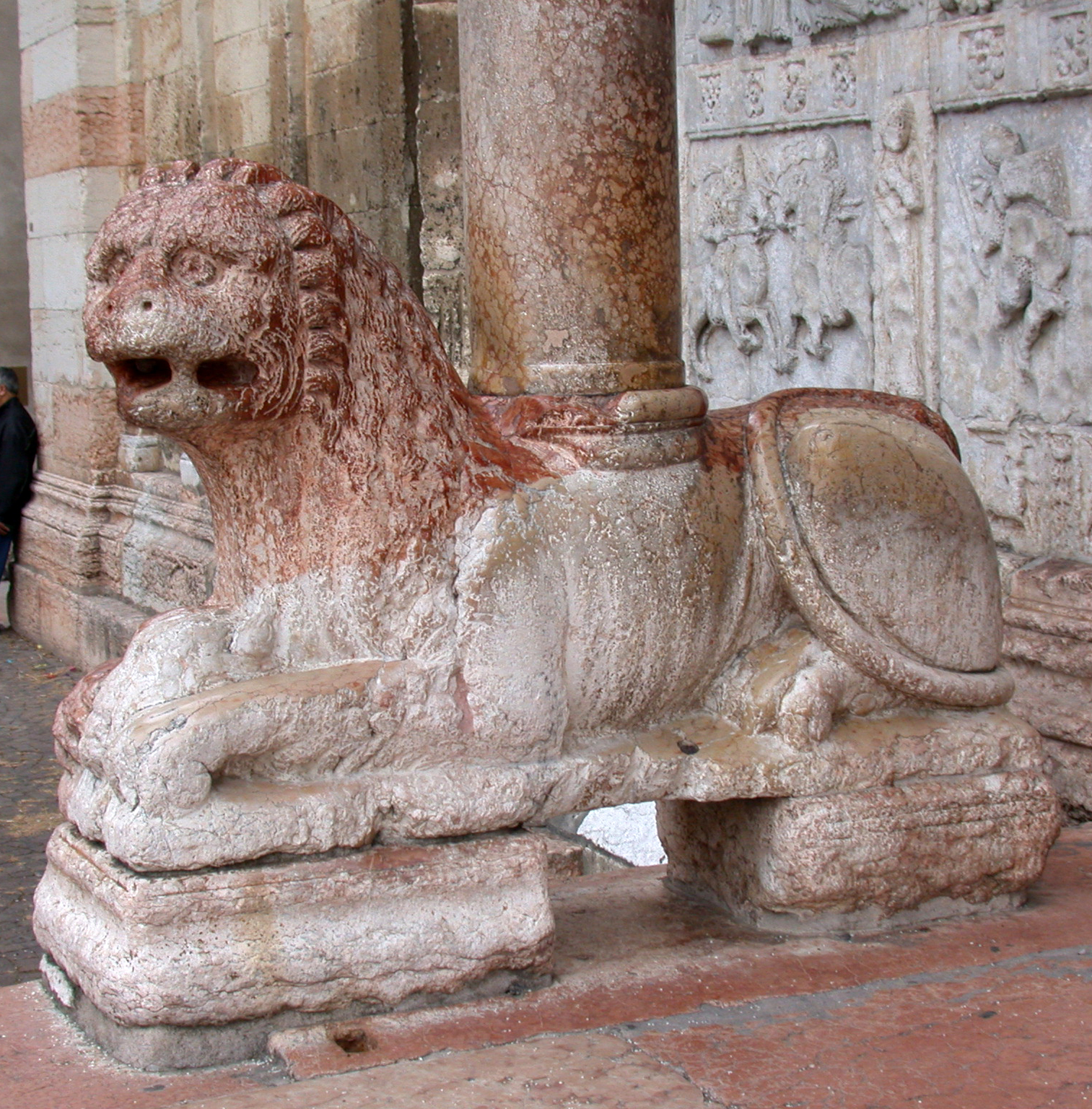
Basílica de San Zenón, Verona
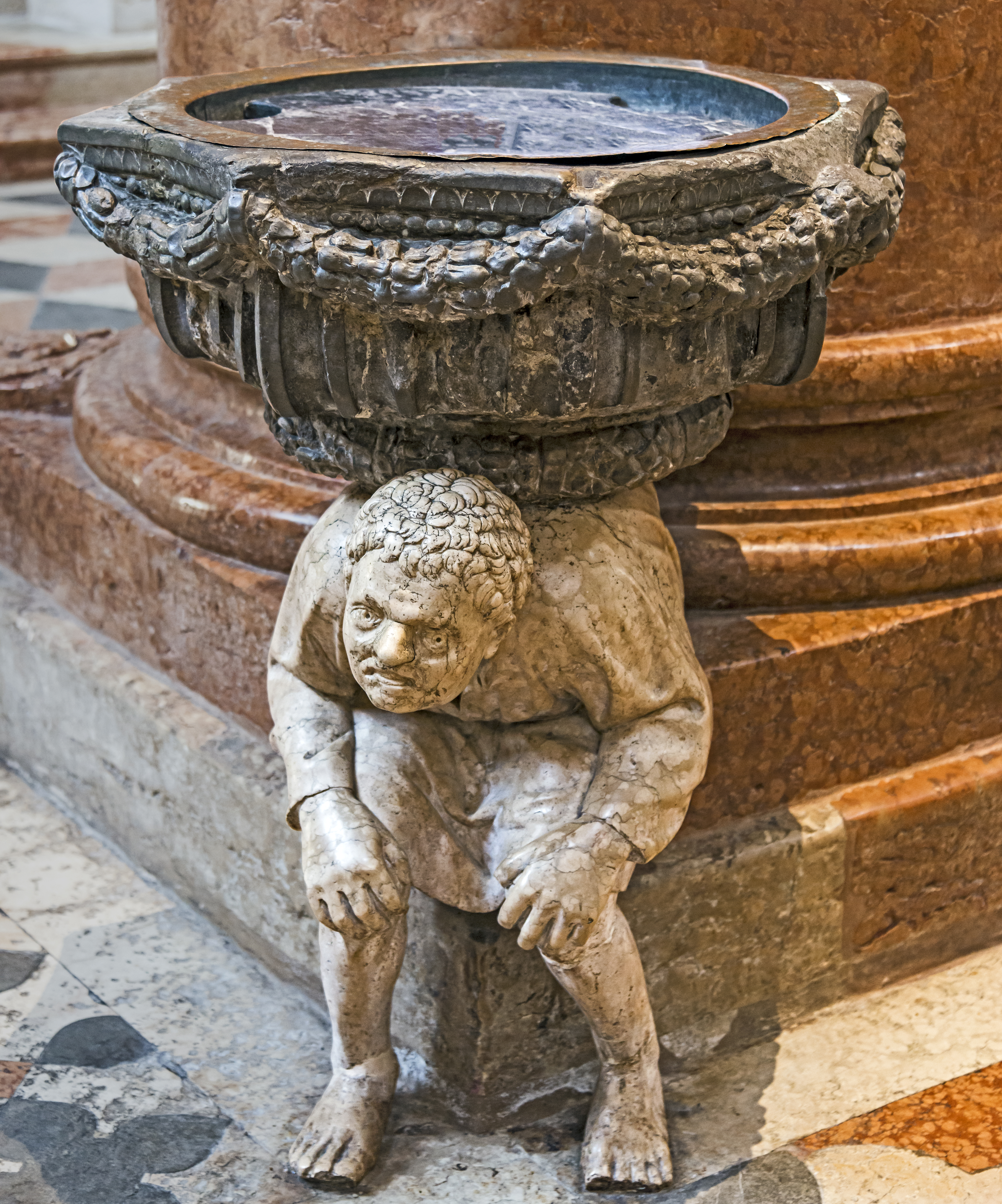
Escultura en la iglesia de Santa Anastasia (Verona)

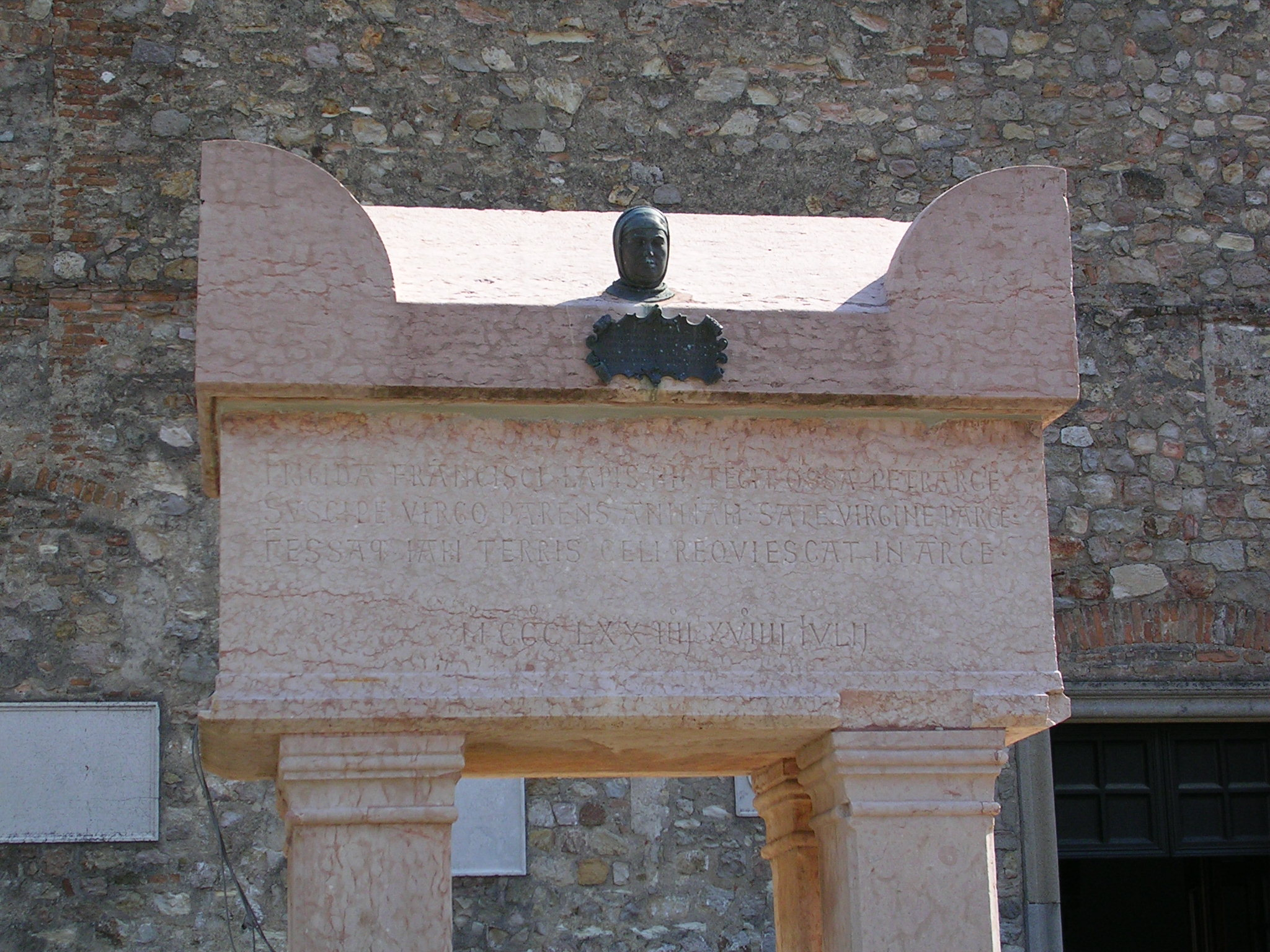
Sarcófago de Francesco Petrarca
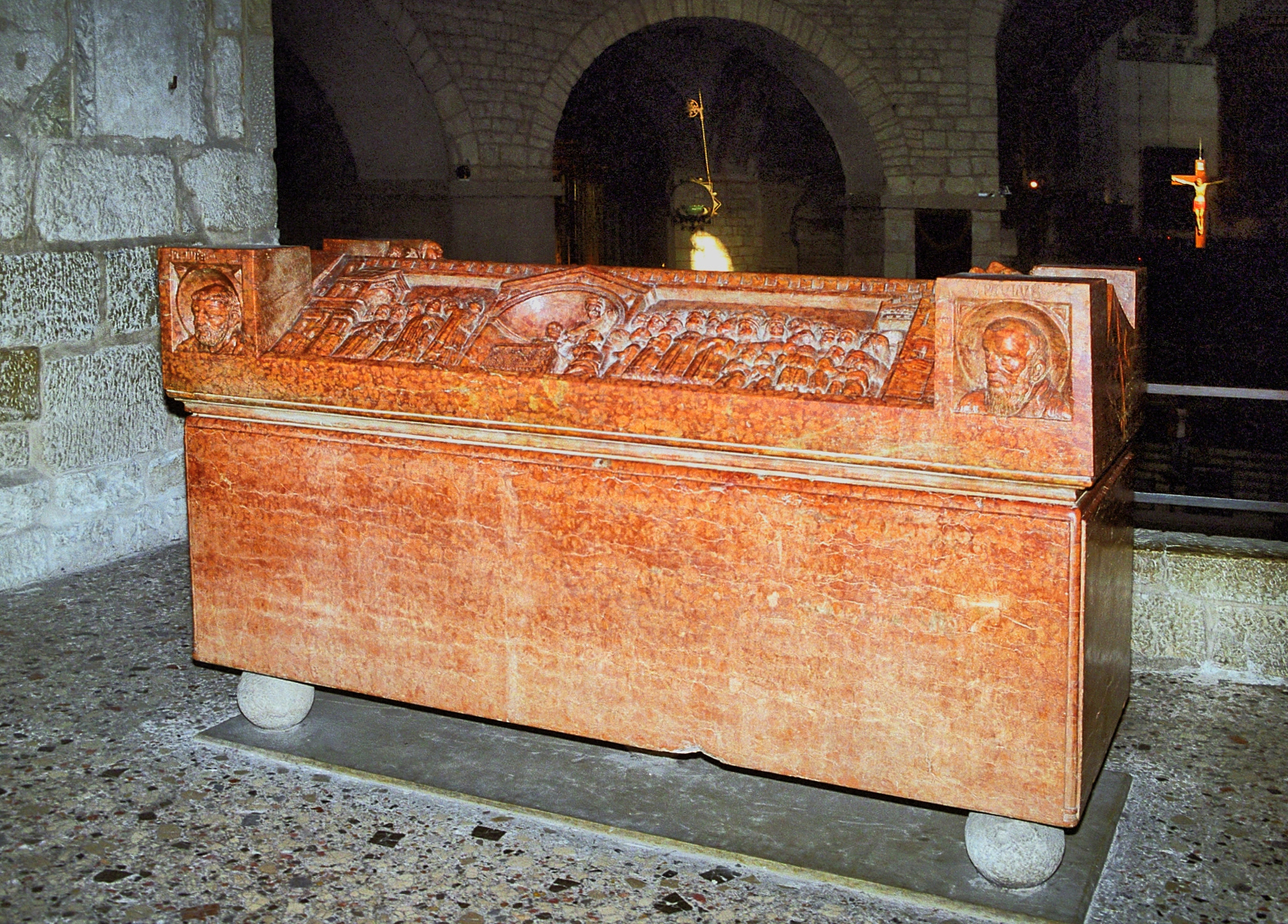
Sarcófago del obispo Berardo Maggi, Duomo Vecchio de Brescia
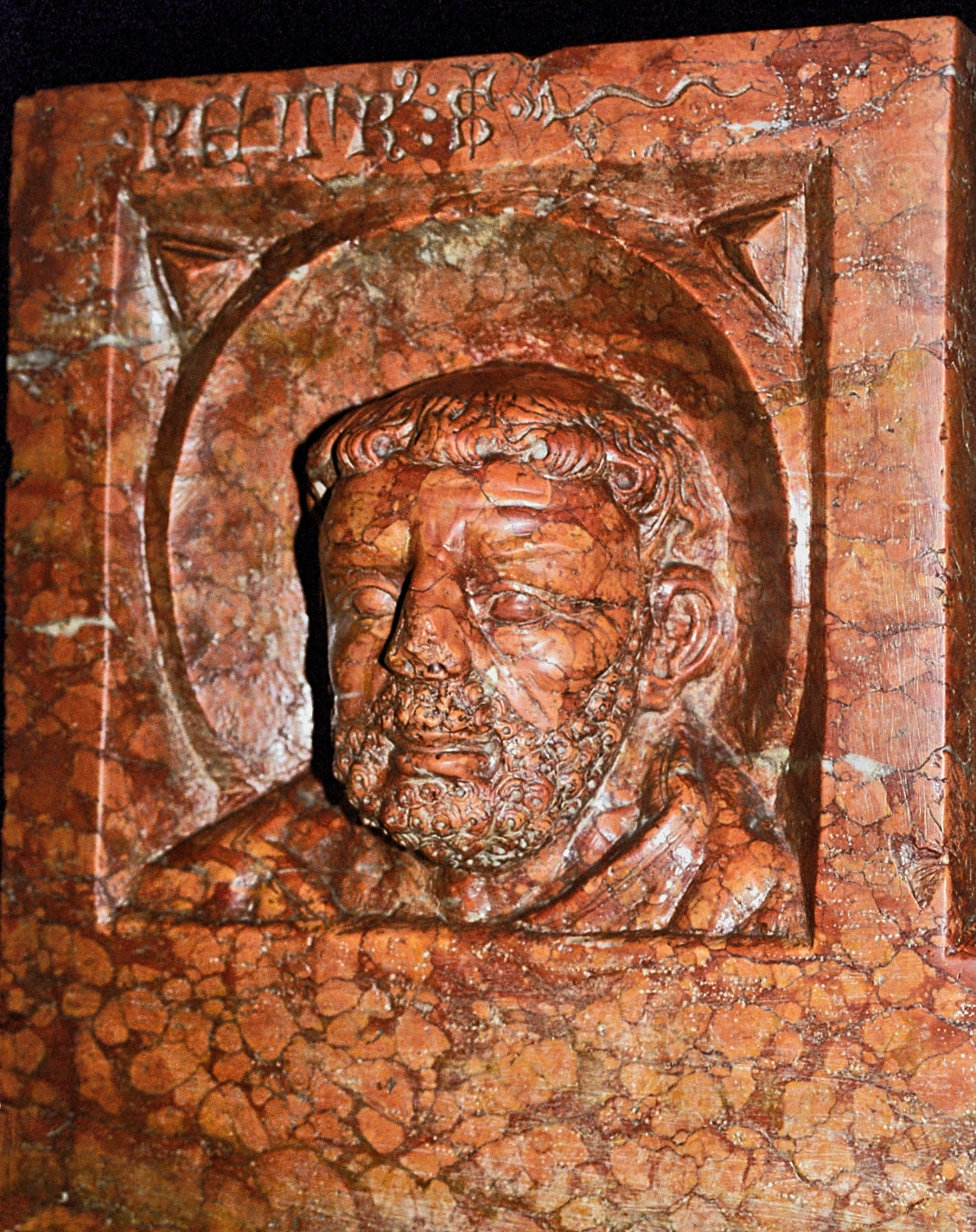
Detalle del Sarcófago  de Berardo Maggi: san Pedro